# وان‌وی
وان‌وی (انگلیسی: Onewe; کره‌ای: 원위; لاتین‌نویسی اصلاح‌شده: Wonwi) گروه پسرانه اهل کره جنوبی متشکل از پنج عضو است: یونگ‌هون، هارین، کانگ‌هیون، دونگ‌میونگ و گیوک. اعضای گروه در ابتدا تحت عنوان ام.ای.اس ۰۰۹۴ (میک اِ ساوند ۰۰۹۴) (انگلیسی: M.A.S 0094 (Make a Sound 0094) شکل گرفت. گروه نخستین تک‌آهنگ خود را با نام «پروانه، یک گل پیدا کن» در ۱۳ اوت ۲۰۱۵ منتشر کرد. در آوریل ۲۰۱۷، گروه به کمپانی آربی‌دابلیو رفت و نام آن به ام‌ای‌اس تغییر کرد. در ژوئن ۲۰۱۸ گزارش شد که گروه مجدداً فعالیت خود را با نام جدید وان‌وی آغاز می‌کند. آغاز فعالیت مجدد رسمی گروه در ۱۳ مه ۲۰۱۹ با انتشار آلبوم تک‌آهنگ ۱/۴ بود.

## اعضا

### فعلی
- یونگ‌هون (용훈) – لیدر
- هارین (하린)
- کانگ‌هیون (강현)
- دونگ‌میونگ (동명)
- گیوک (기욱)